# Tortosa (Arieja)
Tortosa (en francès Tourtouse) és un municipi francès, situat a la regió d'Occitània, departament de l'Arieja.